# بحيرة أسباير

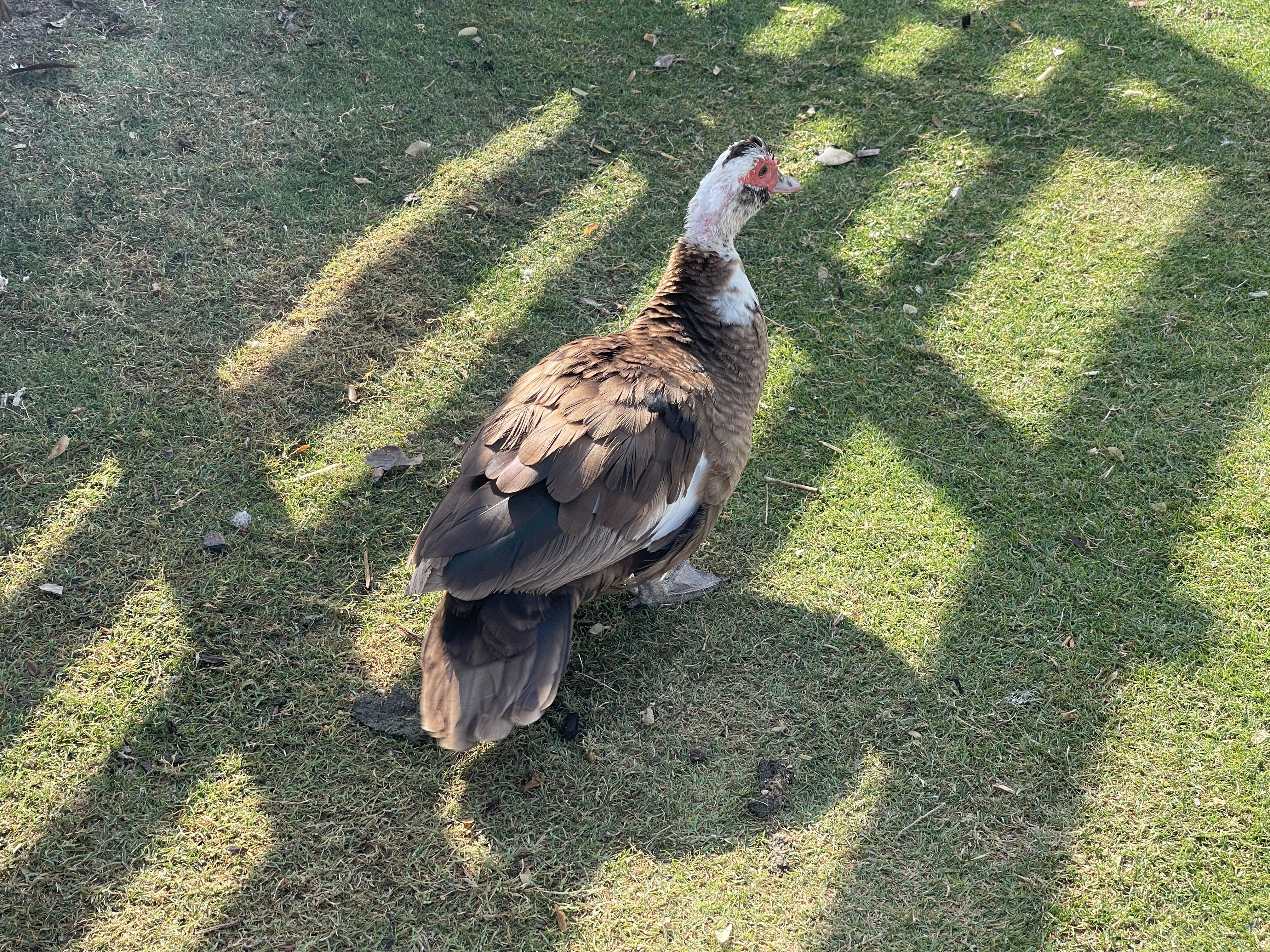
بطة موسكوفية مستأنسة

بحيرة أسباير هي البحيرة الوحيدة في قطر، وتقع في حديقة أسباير بالدوحة. تعتبر البحيرة ملاذًا للعديد من أنواع الطيور المائية والطيور البحرية، سواء المستأنسة أو البرية.

## الجغرافيا
تقع البحيرة التي تبلغ مساحتها 3.37 هكتارًا (8.3 فدانًا) على أرض عشبية مسطحة في الحديقة، غرب تلة كبيرة.

## السِّمات
تنقسم البحيرة إلى ثلاثة أقسام مستديرة. في الجنوب، هناك تقسيمان دائريان، وفي الشمال، يشكل الجسم الإهليلجي 75% من البحيرة. يتم تقسيم الأقسام بواسطة جسرين، الجسر الجنوبي يتكون بشكل أساسي من الخشب، والجسر الشمالي أكبر وأعلى ويتكون من الحجر. في فترات زمنية معينة، قد تبدأ نافورة كبيرة في رش الماء بشكل قوسي فوق الجسر الخشبي في العديد من النقاط. تم إحاطة محيط البحيرة بالحبال، وهناك نقطتان يمكن من خلالهما الوصول إلى البحيرة عن طريق القوارب.
على الجانب الغربي من البحيرة، يوجد مقهى على شكل كوخ، بالإضافة إلى تمثال بيرسيفال، وهو تمثال لحصان كلايدزديل مع جانبه الأيمن المقابل للبحيرة. تم تصويره بعربة تحمل اثنين من نبات القرع العملاقين.

## الحيوانات
إن الحيوانات الأليفة والبرية المتنوعة التي يمكن العثور عليها في البحيرة قد أدت إلى أن تصبح منطقة جذب سياحي مشتركة للزوار في حديقة أسباير. تعتبر البحيرة بمثابة "مركز" لمجموعة كبيرة من الأنواع، وخاصة الطيور.

### المُتسأنسة/المُدجّنة
بعد اكتمال بناء الحديقة في عام 2003، تقرر إدخال عدد من الحيوانات المستأنسة لإنشاء نظام بيئي اصطناعي داخل البحيرة. وبما أن قطر لا تمتلك أي مصادر طبيعية للمياه العذبة، فإن خطر تحول الطيور المائية إلى طيور غازية كان معدوما عمليا. تمّ بعد ذلك إطلاق عدة أنواع من البط والإوز والموسكوفي في محيط البحيرة، وقد تم تأسيسها منذ ذلك الحين. ولكن لم يكن التركيز مُنصبا فقط على ما يعيش فوق الماء، بل كان من المقرر أيضا أن تصل الحيوانات المائية. النوع الوحيد من الأسماك الذي يسكن البحيرة حاليًا هو سمك الشبوط (Cyprinus rubrofuscus var. koi)، ومع ذلك، فقد تم اقتراح إدخال المزيد من أنواع الأسماك، مما من شأنه تنويع البيئة وتشجيع الطيور المهاجرة آكلة الأسماك على ارتياد البحيرة مثل طيور الغطاس والرفراف. البط والإوز هي طيور أليفة ويمكن العثور عليها في كثير من الأحيان في جميع الممرات في مجموعات ضخمة، وغالبًا ما تقترب من الزوار لإطعامها.

### البرية
ومع ذلك، لم يكن من المفترض أن تكون البحيرة اصطناعية بالكامل كما كان متوقعًا. وبعد فترة وجيزة، انجذبت العديد من أنواع الطيور إلى موطن المياه العذبة الجديد الذي تم إنشاؤه، وبدأ الجمع بين الأشجار التي تجد فيها ملجأ، فضلاً عن الوعد بالطعام المنثور من قبل الزوار الذين يحاولون إطعام البط، في جذب الطيور المغردة الأصغر حجماً والخجولة، فضلاً عن قطعان الحمام واليمام. وعلى عكس أقرانهم في البيئات الحضرية، فإنهم غالبا ما يكونون أقل خوفا ويسمحون للمصورين بالاقتراب منهم على مسافات أقرب من المعتاد.
وتُعد شواطئ البحيرة وجهةً مفضلة للطيور المائية المهاجرة أيضًا. أكثر أنواع البط البري شيوعًا والتي يمكن مشاهدتها حول البحيرة هي البط البري.
توجد جزيرة واحدة، يبلغ طولها حوالي 5 متر (16 قدم) قبالة الشاطئ الشمالي الغربي. كانت مغطاة بسقف من القش. في نهاية المطاف، عثر قطيع صغير من طيور الغاق الكبيرة على هذه الجزيرة واستقروا فيها. في الوقت الحاضر، أصبحوا مقيمين ويمكن العثور عليهم على مدار السنة.

## صور

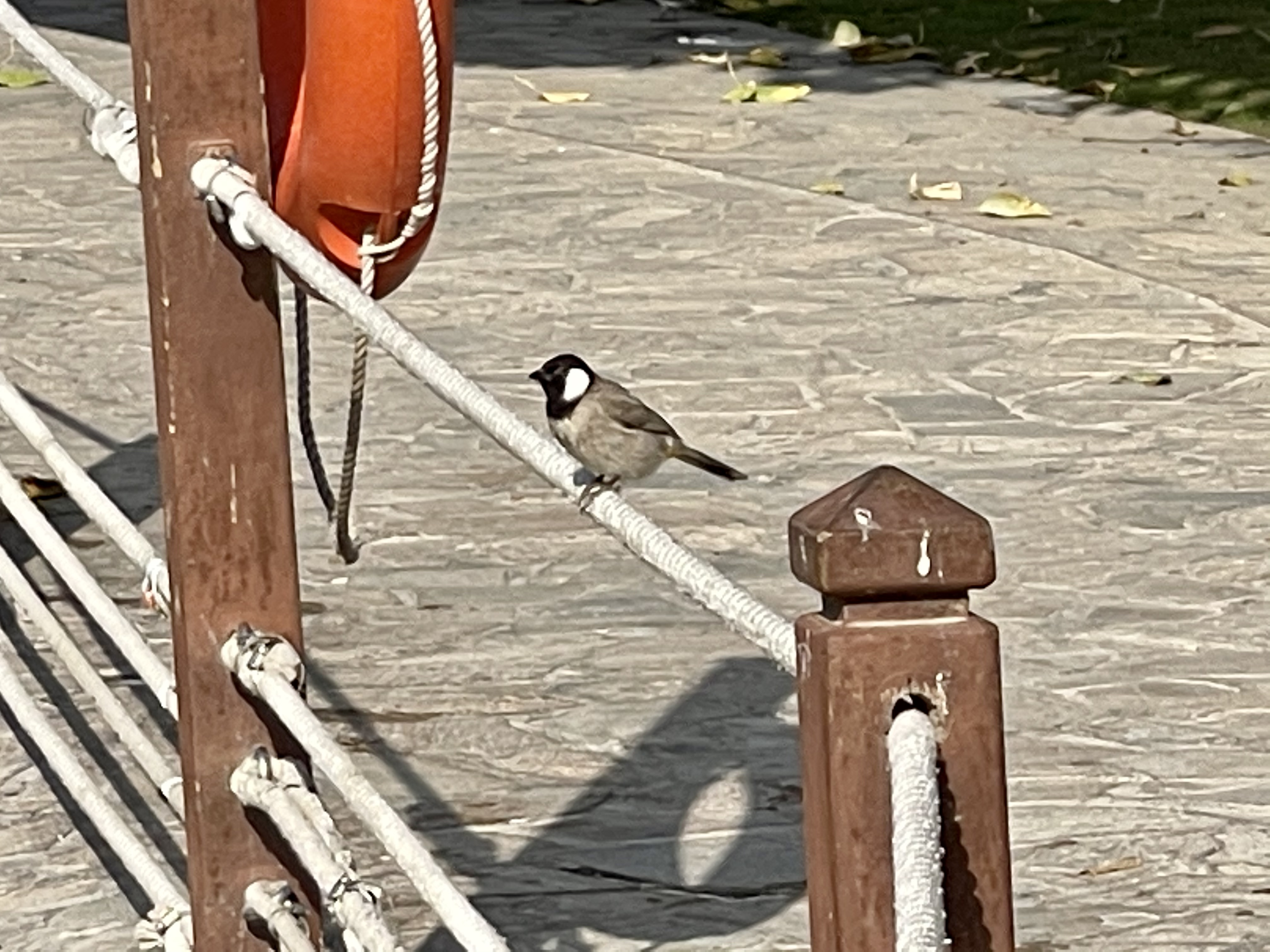
طائر بلبل أبيض الأذن ينزل لتناول الطعام الذي ينشره الزوار
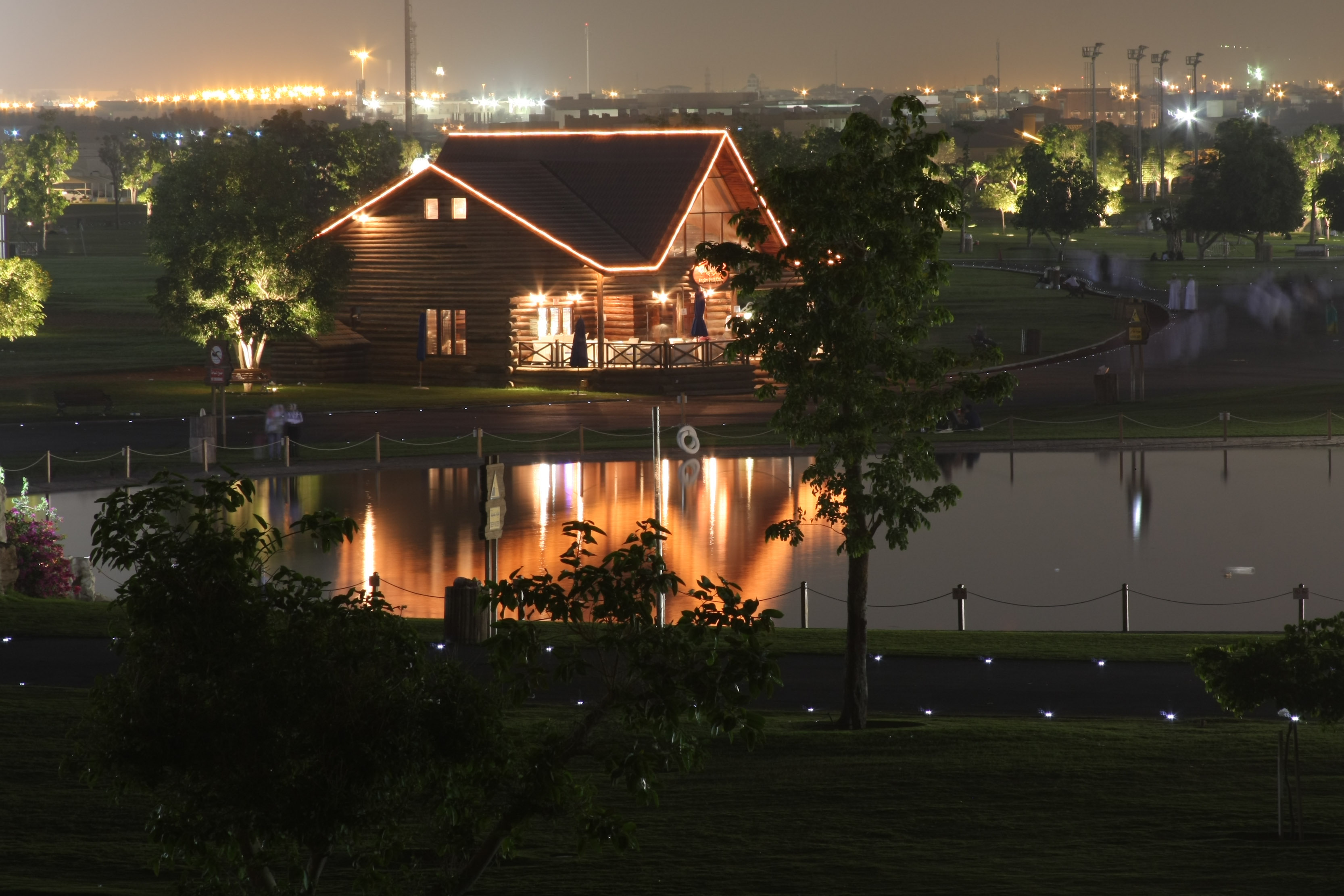
الكوخ المطل على بحيرة أسباير في الليل
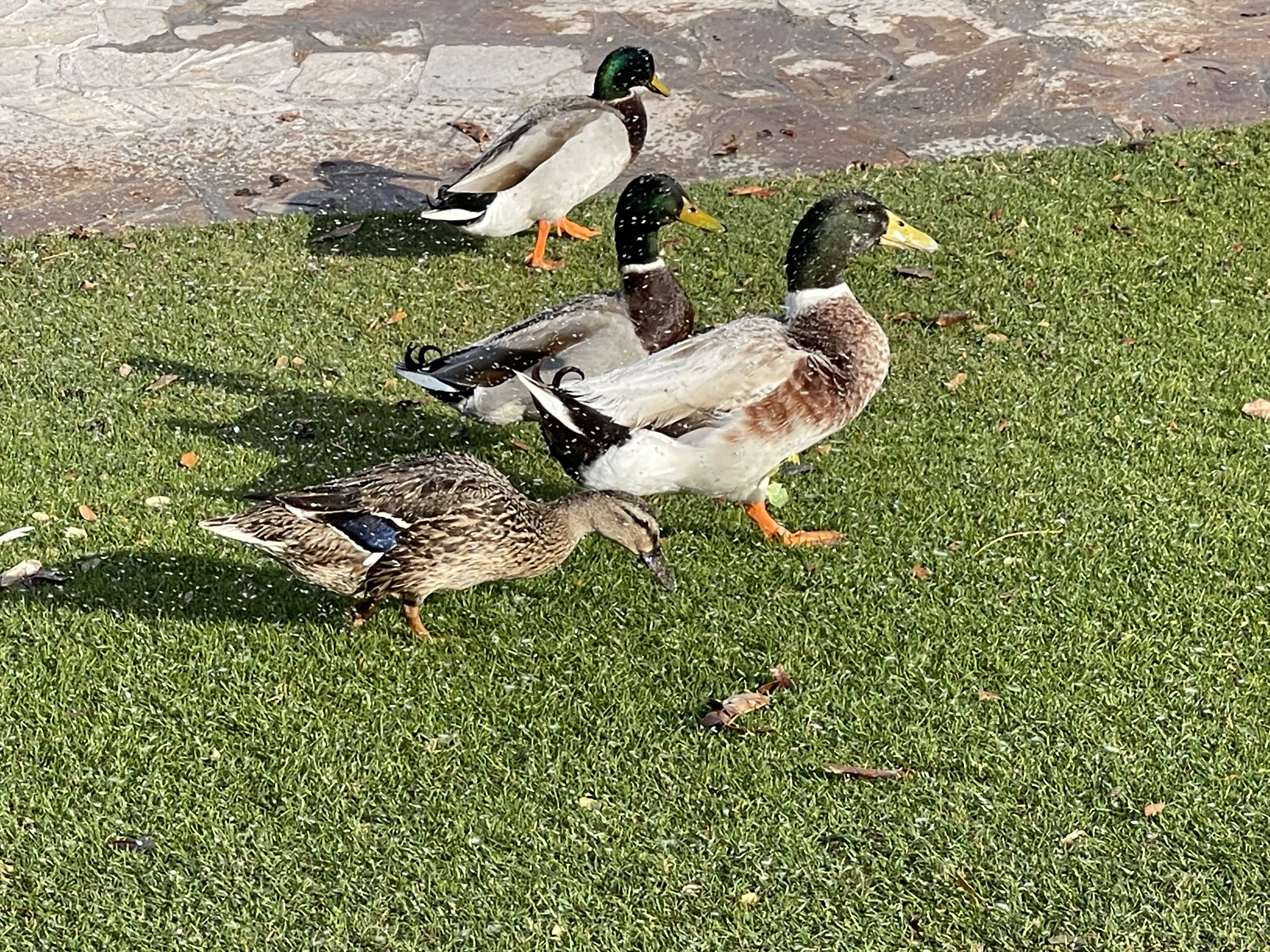
البط البري تحت النافورة
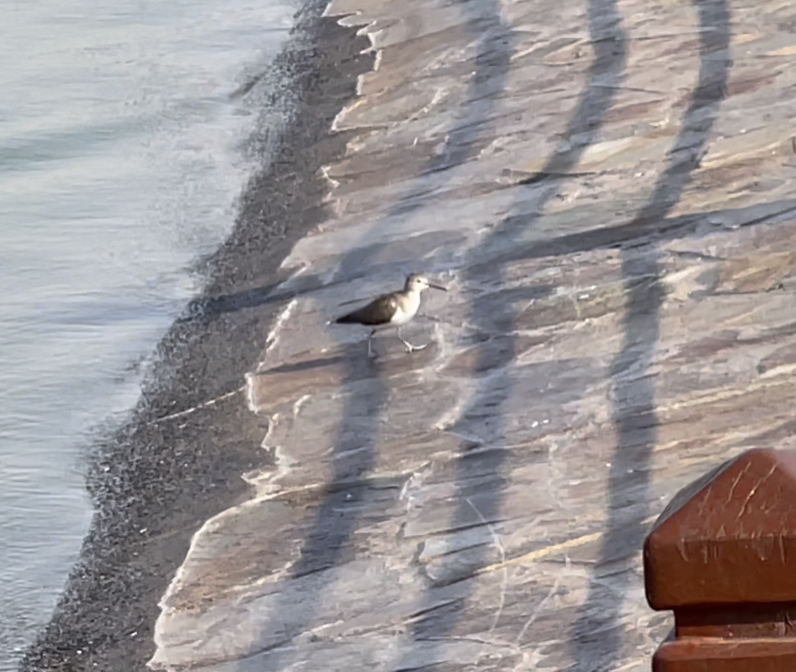
طائر الكروان يبحث عن الطعام بالقرب من الحاجز في البحيرة
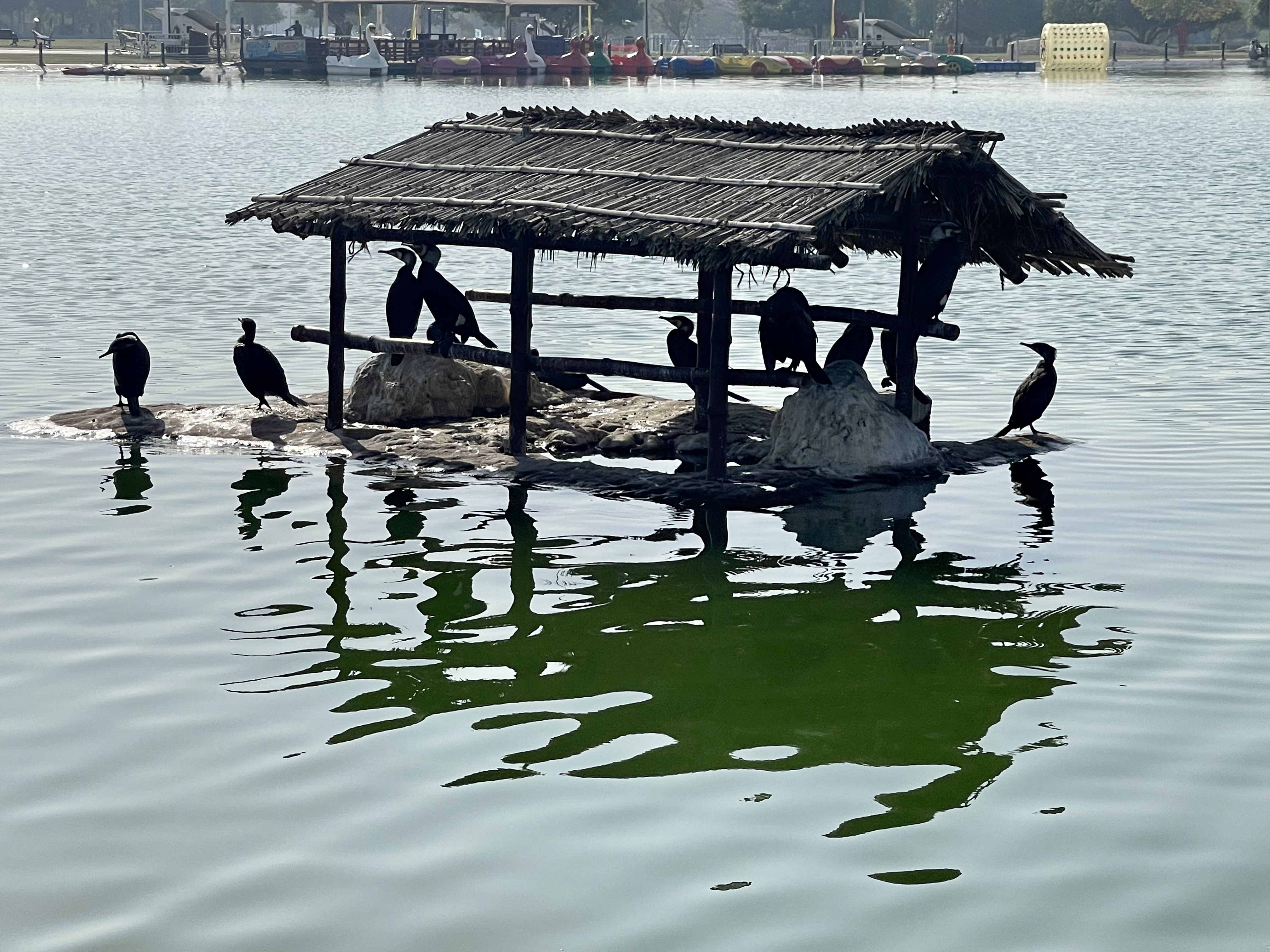
طيور الغاق الكبيرة في الجزيرة على البحيرة